# Кояново (Калтасинський район)
Коя́ново (рос. Кояново, башк. Ҡуян) — присілок у складі Калтасинського району Башкортостану, Росія. Входить до складу Калегінської сільської ради.
Населення — 184 особи (2010; 226 у 2002).
Національний склад:
- марійці — 96 %